# ستيفن كرول
ستيفن كرول (بالإنجليزية: Steven Kroll)‏ هو كاتب وكاتب للأطفال أمريكي، ولد في 11 أغسطس 1941 في مانهاتن في الولايات المتحدة، وتوفي بنفس المكان في 8 مارس 2011.